# Pavliani
Pavliani (in greco Παύλιανη?) è una ex comunità della Grecia nella periferia della Grecia Centrale (unità periferica della Ftiotide) con 574 abitanti secondo i dati del censimento 2001.
È stata soppressa a seguito della riforma amministrativa, detta Programma Callicrate, in vigore dal gennaio 2011 ed è ora compresa nel comune di Lamia.